# 凯阿拉凯夸湾

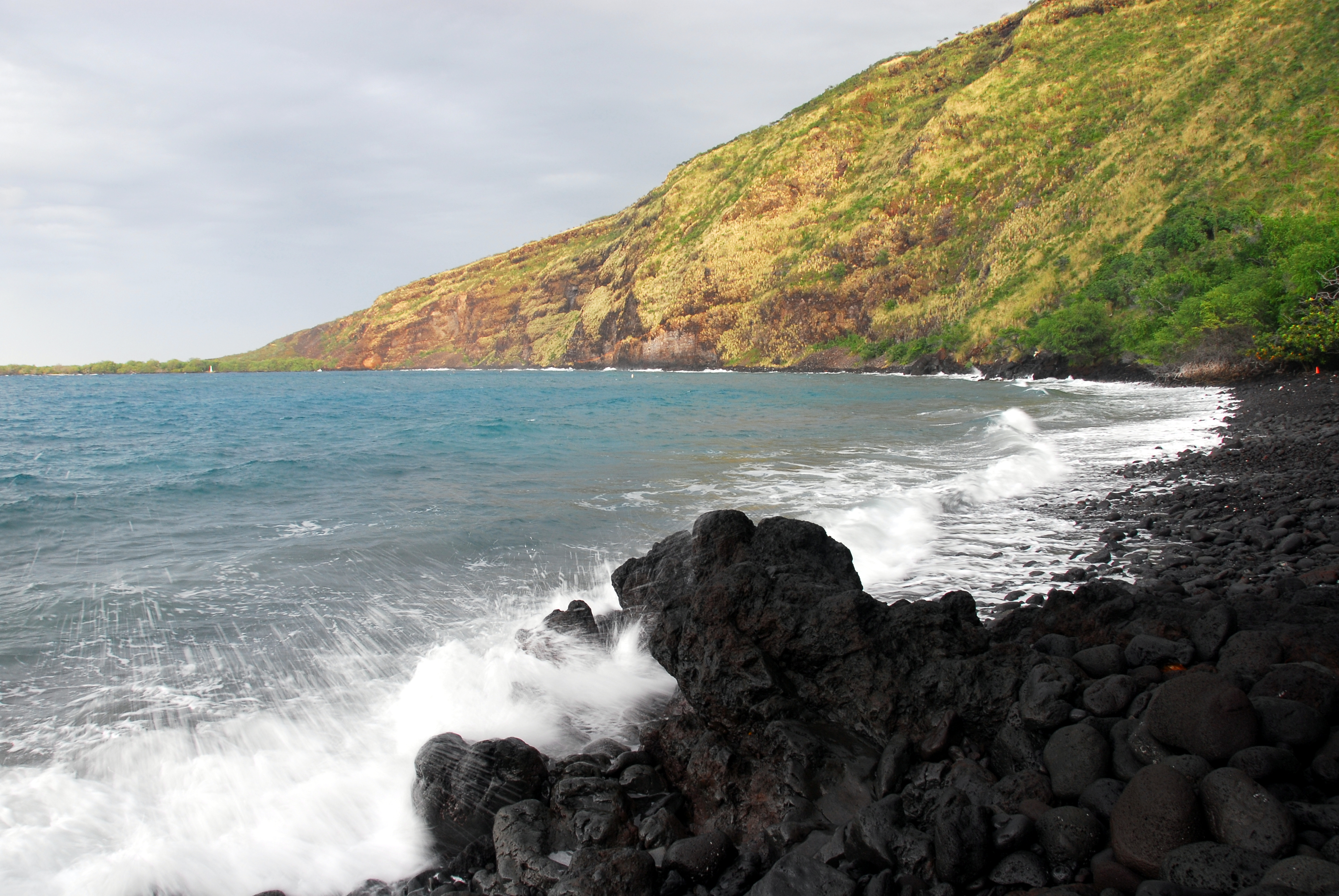
凯阿拉凯夸湾

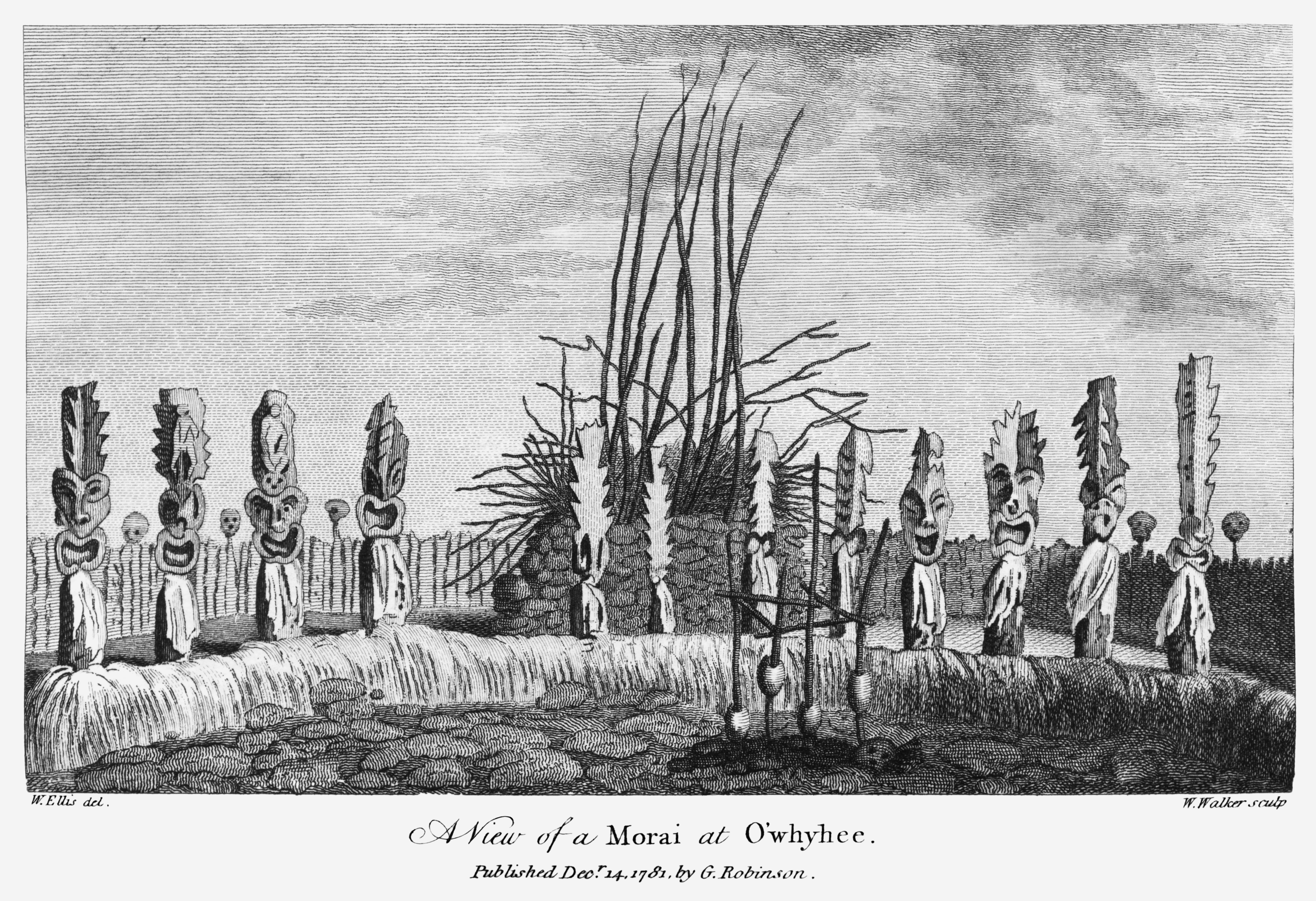
凯阿拉凯夸湾的一处古神坛

凯阿拉凯夸湾（Kealakekua Bay）位于夏威夷岛西海岸，是个海洋生物保护区。“凯阿拉凯夸”在夏威夷语是“神之路”的意思。1779年2月14日，库克船长在此遇袭身亡。